# كوني فاندنبوس
جاكوبا أدريانا هوليستيل المعروفة باسم كوني فاندنبوس (16 يناير 1937 - 7 أبريل 2002)، هي مغنية هولندية شهيرة. حصلت على أول إذاع لها في عام 1966 واستمرت في تسجيل الأغاني طوال السبعينيات من القرن العشرين. مثلت هولندا في مسابقة الأغنية الأوروبية عام 1965 بأغنيتها «t Is genoeg».